# 栄養表示基準
栄養表示基準（えいようひょうじきじゅん、英：Nutrition Labelling Standards）は、2003年に出された健康増進法第31条第1項の規定に基づく厚生労働省の告示で、生鮮食品を除く食品および鶏卵への栄養表示を標準化することで、欠乏しがちな栄養を補い、過剰になりがちな栄養を抑え、バランスのとれた食生活を支援するための、工業規格である。

## 経緯と趣旨
ある種の食品表示に関する基準である。
以前は食品の栄養表示には、「糖質ゼロ」や「ノンカロリー」、「塩分ひかえめ」、「食物繊維たっぷり」など、さまざまな強調表示がなされてきた。しかしながら、0.0001％は「ゼロ」と呼んでいいのか、何をもって「ノン」「ひかえめ」「たっぷり」とするのか、公的な基準がなかった。このような経緯から、本基準が健康増進法の下に制定された。

## 表示義務成分
健康増進法施行規則第16条の定める栄養成分（たんぱく質、脂質、炭水化物（三大栄養素）、亜鉛、カリウム、カルシウム、クロム、セレン、鉄、銅、ナトリウム、マグネシウム、マンガン、ヨウ素及びリン（ミネラル）、ナイアシン、パントテン酸、ビオチン、ビタミンA、ビタミンB1、ビタミンB2、ビタミンB6、ビタミンB12、ビタミンC、ビタミンD、ビタミンE、ビタミンK及び葉酸（ビタミン））の量及び熱量のうち、ひとつでも表示しようとする場合は、次の成分等についても必ず表示しなければならない。
1. 熱量
2. たんぱく質の量
3. 脂質の量
4. 炭水化物の量
5. ナトリウムの量

順序もこの順を守らねばならない。
以上の義務表示の後に、任意の栄養成分を記載することができる。
このうち、欠乏しがちな栄養成分が高い旨等の表示をしたり、過剰になりがちな栄養成分が低い旨等の表示を行う場合に、規制が課される。

## 欠乏しがちな栄養成分
次の成分は欠乏しがちな栄養成分とされ、各要件を満たす場合は後述する高い旨等の表示を行ってもよい。すなわち、要件を満たさない場合には高い旨等の表示を行ってはならない。
- たんぱく質
- 食物繊維[6]
- 亜鉛、カルシウム、鉄、銅及びマグネシウム（ミネラル）
- ナイアシン、パントテン酸、ビオチン、ビタミンA、ビタミンB1、ビタミンB2、ビタミンB6、ビタミンB12、ビタミンC、ビタミンD、ビタミンE及び葉酸（ビタミン）

### 「食物繊維」と表示
表示義務成分である炭水化物の量は、糖質の量と食物繊維の量で記載してもよい。

### 高い旨の表示
液体の食品食品100 mL当たりの量が別表第三の第三欄以上であるか、食品100 kcal当たりの量が同第四欄以上の成分は、高い旨を表示してもよい。
その他の食品食品100 g当たりの量が別表第三の第二欄以上であるか、食品100 kcal当たりの量が同第四欄以上の成分は、高い旨を表示してもよい。

### 含む旨の表示
液体の食品食品100 mL当たりの量が別表第四の第三欄以上であるか、食品100 kcal当たりの量が同第四欄以上の成分は、含む旨を表示してもよい。
その他の食品食品100 g当たりの量が別表第四の第二欄以上であるか、食品100 kcal当たりの量が同第四欄以上の成分は、含む旨を表示してもよい。

### 強化された旨の表示
他の食品に比べて当該栄養成分の量が強化された旨を表示する場合についても、規定がある。
含む旨の表示の要件を満たし、かつ、どの食品に比べて強化されたのか、どの程度強化されたのかを明記すれば、強化された旨を表示してもよい。

## 過剰になりがちな栄養成分
次の成分は過剰になりがちな栄養成分とされ、各要件を満たす場合は後述する低い旨等の表示を行ってもよい。すなわち、要件を満たさない場合には低い旨等の表示を行ってはならない。
- 脂質[12]
- 糖類[13][6]
- ナトリウム

### 「0」（ゼロ）と表示
別表第二の第五欄に定める量未満である成分は、0（ゼロ）と表示することができる。

### 含まない旨の表示
食品100 g（液体の食品は100 mL）当たりの量が、別表第五の第二欄未満の成分は、含まない旨を表示してもよい。
また、コレステロールについては更に、
液体の食品食品100 mL当たりの飽和脂肪酸の量が0.75 g未満であるか、飽和脂肪酸に由来する熱量が総熱量の10 %未満であれば、コレステロールを含まない旨を表示してもよい。
その他の食品食品100 g当たりの飽和脂肪酸の量が1.5 g未満であるか、飽和脂肪酸に由来する熱量が総熱量の10 %未満であれば、コレステロールを含まない旨を表示してもよい。
なお、ほんのわずかでもアルコールが含まれている飲料に「ノンアルコール」と表示することは、不当景品類及び不当表示防止法を根拠に、自粛を要望されている。

### 低い旨の表示
液体の食品食品100 mL当たりの量が別表第六の第三欄未満であるか、食品100 kcal当たりの量が同第四欄未満の成分は、低い旨を表示してもよい。
その他の食品食品100 g当たりの量が別表第六の第二欄未満であるか、食品100 kcal当たりの量が同第四欄未満の成分は、低い旨を表示してもよい。

### 低減された旨の表示
他の食品に比べて当該栄養成分の量が低減された旨を表示する場合についても、規定がある。
低い旨の表示の要件を満たし、かつ、どの食品に比べて低減されたのか、どの程度低減されたのかを明記すれば、低減された旨を表示してもよい。

## 分量表示
熱量や成分の量を表示する際は、
- 一定の値
- 下限値及び上限値

のいずれかで表示する。
一定の値で表示する場合は、賞味期限を通じて、別表第二の第四欄の誤差の範囲内でなければならない。

## 表示量の実測方法
熱量等の表示量は、別表第二の第三欄に掲げる方法によって得られた値を用いて定める必要がある。
別表第二の第三欄に掲げる方法の詳細は「栄養表示基準における栄養成分等の分析方法等について」（平成11年4月26日付衛新第13号新開発食品保健対策室長通知）で定められている。